# Valle Leafvein
El valle Leafvein (en inglés: Leafvein Gulch) es un valle que se extiende un kilómetro en el noreste de la Isla Vindicación del archipiélago Candelaria, en las islas Sandwich del Sur. Su extremo inferior se encuentra al suroeste de la punta Baja, en la costa este de la isla.
El nombre fue aplicado en 1971 por el Comité de Topónimos Antárticos del Reino Unido haciendo referencia al patrón de las barrancas que recuerdan las nervaduras de una hoja (en inglés: leaf). No existe nombre oficial en la toponimia argentina del archipiélago.
La isla nunca fue habitada ni ocupada, y como el resto de las Sandwich del Sur es reclamada por el Reino Unido que la hace parte del territorio británico de ultramar de las Islas Georgias del Sur y Sandwich del Sur, y la República Argentina, que la hace parte del departamento Islas del Atlántico Sur dentro de la provincia de Tierra del Fuego, Antártida e Islas del Atlántico Sur.